# José Sobral Júnior
José Carlos Gonçalves Sobral Júnior (Rio de Janeiro, 9 de março de 1979) é um remador brasileiro.

## Carreira
Integrou a delegação nacional que disputou os Jogos Pan-Americanos de 2011 em Guadalajara, no México.